# Лукас Блек
Лукас Йорк Блек (на английски: Lucas York Black; роден на 29 ноември 1982 г.) е американски филмов и телевизионен актьор. Някои от по-известните му филми са „Луди в Алабама“ (1999), „Снайперисти“ (2005), „Бързи и яростни: Токио дрифт“ (2006) и „Легион“ (2010). От 2014 г. играе в сериала „Военни престъпления: Ню Орлиънс“, който е второто разклонение на сериала „Военни престъпления“.

## Личен живот
През 2010 г. Блек се жени за адвокатката Маги О'Брайън. Двамата имат три деца.